# 香港遊艇俱樂部
香港遊艇俱樂部（英文：Hong Kong Yacht Fans Club），是香港的一所小型遊艇俱樂部，於2000年由勞世傑及幾位資深遊艇愛好者共同組成。前身為香港首個網上遊艇會，有逾千名會員，皆為航海或水上活動愛好者。

## 歷史
香港網上遊艇俱樂部由創辦人勞世傑 Kevin Lo 先生於1997年成立。當時正值亞洲金融風暴，香港經濟急促下滑，部份中小企業倒閉，紛紛變賣物業或資產套現以維持業務或償還債務。富豪消耗品之一的遊艇淪為套現工具，市場上出現大量二手遊艇。與此同時，部份商人的工娛時間變得較多，改為參與各類休閑活動，從而帶動學習遊艇活動及考核遊艇執照的高峰期。遊艇執照課程在香港普及起來，遊艇活動模式亦有所改變。遊艇消費者由以往聘請船長及輪機師駕駛大型私家遊艇，改為親自考取船長及輪機師執照，選購小型遊艇。因此，香港網上遊艇俱樂部便成便自駕遊艇人士的分享平台。
2000年，創辦人勞世傑租用旺角西洋菜街好望閣大廈設立會所課室，提供海事執照研習課程，並正式改名為香港遊艇俱樂部 （页面存档备份，存于）。
2002年，俱樂搬到旺角豉油街50號2樓。增加課室至兩個。
2003年，香港非典型肺炎大規模爆發，俱樂部課室關門。首創上門教授遊艇服務。
2007年，香港網上遊艇俱樂部停辦課程，改為只提供買賣及海事資訊。
2018年，在香港葵涌葵豐街永康工業大廈4樓重設實體銷售店及提供遊艇相關課程。
2021年，取得香港通訊事務管理局 （页面存档备份，存于）無線電商營業執照及無線電實驗室執照。同時提供海事無線電執照備試課程了出售無線電機。